# سیمون سانیبال
سیمون سانیبال (انگلیسی: Simone Sannibale؛ زادهٔ ۱۰ مارس ۱۹۸۶) بازیکن فوتبال اهل ایتالیا است.
از باشگاه‌هایی که در آن بازی کرده‌است می‌توان به باشگاه فوتبال سالرنیتانا، باشگاه فوتبال یووه استابیا، و باشگاه ورزشی لاتزیو اشاره کرد.
وی همچنین در تیم ملی فوتبال زیر ۱۹ سال ایتالیا بازی کرده‌است.